# Ritratto di Jeanne Hébuterne (Modigliani 1918)
Ritratto di Jeanne Hébuterne è un dipinto a olio su tela (92x60 cm) realizzato nel 1918 dal pittore italiano Amedeo Modigliani.
Facente parte di una collezione privata parigina, il quadro è un ritratto di Jeanne Hébuterne, una donna che ebbe un'intensa relazione sentimentale con l'artista, tanto da morire suicida due giorni dopo la morte di Modigliani. La Hébuterne fu modella per molti dipinti del maestro.